# Papyrus
A Papyrus belga–kanadai–francia televíziós rajzfilmsorozat, amely Lucien De Gieter képregénye alapján készült. Franciaországban a TF1 vetítette, Magyarországon az RTL Klub és a TV2 sugározta, 2016. szeptember 26-ától a Kiwi TV tűzte műsorra.

## Ismertető
A történet ie. 1290–1224 között játszódik, II. Ramszesz uralkodásának idején és helyszíne az ősi Egyiptom. A sorozat főhőse Papyrus, aki egy ifjú halászlegény. Papyrus bátor és megmenti Thèti-Chèri-t. Thèti-Chèrie Merempta fáraó lánya és Isis papnője. A két egymásra lelt barát küldetést kap az istenektől, hogy védelmezzék meg a fáraót. Papyurs feladataiban Tia is besegít, aki a tolvajok hercegnője. Az ördögi erők ármánykodása ellen és a összeesküvőktől kell védelmet nyújtaniuk. Papyrus-nak van egy kardja is, amely varázserővel rendelkezik. Erre a kardra rendkívül szüksége van, mert ennek segítségével tudja a fáraót megmenteni. Papyrus-ból hős válik, de a történet végéig megőrzi emberi mivoltát. A sorozat történetében keveredik a fantasztikum a történelmi tényekkel.

## Szereplők
- Papyrus (Simonyi Balázs) – Fiatal halászlegény, aki megmenti Merempta fáraó lányát. Védelmezi a fáraót, és egy varázslatos kardja is van.
- Théti-Chéri (Roatis Andrea) – Hercegnő, aki Merempta fáraó lánya, Isis papnője, Papyrus barátja. Szent táncos és örökösnő.[2]
- Ratofer (Papp János) – Hórusz főpapja, gyógyító, Papyrus barátja és tanácsadója[3]
- Aker (Varga Tamás) – Seth szolgája
- Nut – (Ősi Ildikó) A ragyogó istennő.
- Tia (Zsigmond Tamara) – A tolvajok hercegnője és Papyrus barátja.
- Merit-aten – Khun-aten (Ehnaton?) fáraó egyik lánya. (Oláh Orsolya)
- Meket-aten – Khun-aten fáraó másik lánya. (Oláh Orsolya)
- Nefertiti – Egyiptomi királynő, aki szellemként látható.
- Ariadne – Hercegnő, aki Minósz király lánya. Segít Papyrusnak, hogy megszabaduljon a Minótaurosztól.
- Aniti – A Hettita birodalom hercegnője.
- Mika – Örök fiatalsággal rendelkező boszorkány, aki végül mégis feláldozta magát, hogy megmentse Théti életét.
- Amitida – A távol-keleti jós lánya.
- Sepsy – Kis majom, aki Tia háziállata.
- Khun-aten Fáraó (Orosz István)
- Neshi-Motu (Horkai János)
- Imouthep (Csőre Gábor)
- Bebo (Gesztesi Károly)
- Shepsheska (Kardos Gábor)

További magyar hangok: Bókai Mária, Bolla Róbert, Forró István, Garai Róbert, Hujber Ferenc, Imre István, Kardos Gábor (Mana), Katona Zoltán, Oláh Orsolya, Pálfai Péter, Rudas István, Seder Gábor (Hapu), Sótonyi Gábor, Sztarenki Pál, Uri István (Hatik főpap), Végh Ferenc, Vizy György

## Epizódok

### 1. évad
1. A múmia (The Mummy)
2. A holdisten haragja (The Anger of the Moon God)
3. A krokodilok ura (The Lord of Crocodiles)
4. Ramses bosszúja (Revenge of Ramses)
5. Az arc nélküli Colossus (The Colossus without a Face)
6. Az elátkozott fáraó (The Cursed Pharaoh)
7. Seth sötét napja (The Dark Sun of Seth)
8. Az élet füve (The Herb of Life)
9. A minotaurusz (The Labyrinth)
10. A macskaistennő győzelme (Bastet's Triumph)
11. Az írnokok városa (The City of Scribes)
12. A vörös hegyek démonjai (The Demon of Red Mountains)
13. A sólyomisten tolla (The Great Falcon's Feather)
14. A vörös szfinx ébredése (The Scarlet Sphynx Awakens)
15. Istenek harca (The White-Haired Egyptian)
16. A béke dallama (La Harpe D'Hathor)
17. A rejtélyes szarkofág (The Forgotten Sarcophagus)
18. Az élet temploma (The House of Life)
19. Amon bosszúja (Amon's Revenge)
20. A Nílus áradása (The Rising River)
21. Könnyezőszobrok (Tears of the Giants)
22. Rejtélyes gyermek (The Hieroglyphic Child)
23. A három kapu őre (Keeper of the Three Gates)
24. A fekete piramis (The Black Pyramid)
25. Az istennő tükre (Nebou's Mirror)
26. A gyermekfáraó (The Child Pharaon)

### 2. évad
1. A szentségtörés (The Sacrilege of Papyrus)
2. Mika, a boszorkány (Mika the Magician)
3. Az elátkozott játék (The 30th Square of the Accursed Senet)
4. A hettiták cselszövése (The Justice of Thoueris)
5. Osiris ébredése (The Awakening of Osiris)
6. A csapda (The White Baboon)
7. A sötétség kígyója (The Stolen Land)
8. A négy sírkamra (The Four Chapels of Tutankhamun)
9. Akhmes árulása (The Divine Potter)
10. A sáskajárás (The Return of Senkhet)
11. A talizmán (The Talisman of the Great Pyramid)
12. A korall börtön foglya (Yam)
13. A viszály kora (The Time of Conflict)
14. A tűz démona (The Seven Knots of Horus)
15. Üzenet a múltból (The Renunciation of Papyrus)
16. A vörös Nílus (The Red Nile)
17. A kobraistennő koronája (The Sacred Crown of Ouadjet)
18. Az arany maszk (Neferouré)
19. A háború árnya (The Emissaries)
20. Szerepcsere (Princess Tiya)
21. A rabul ejtett csillag (The Star Princess)
22. A jövendőmondó (The Holy Child of Ebla)
23. A szent fa (The Tree Ished)
24. Egységben az erő (The Pillar Djed)
25. A sírrablók (The Trial of Papyrus)
26. A rémálom (The Nightmare)